# Мезецкий, Фёдор Семёнович
Князь Фёдор Семёнович Мезецкий († 1571) — воевода в правление великих князей Василия III Ивановича и Ивана IV Грозного.
Представитель княжеского рода Мезецких (Рюриковичи). Четвертый из пяти сыновей боярина князя Семёна Романовича Мезецкого. Братья — Андрей, Иван «Семейка», Пётр и Василий.

## Биография

### Служба Василию III
В 1516 году — второй воевода сторожевого полка в русской рати во время похода Белой на Витебск.
В 1519 году — четвертый воевода в Мещере.
В марте 1529 года — второй воевода «на Сенкине» броде.
В мае 1530 года князь Ф. С. Мезецкий служил вторым воеводой сторожевого полка в «конной рати» во время военного похода на Казанское ханство.
В июле 1531 года — первый воевода передового полка «на Резани за городом».

#### Служба Ивану Грозному
В 1534 году возглавлял гарнизон Чернигова, одержал победу над осадившей город литовской ратью Андрея Немировича.
В 1537 года — четвертый воевода в Мещере.
В июне 1543 года — второй воевода полка левой руки «на Коломне».
В июле 1544 года — второй воевода полка левой руки под Коломной.
В 1547 году — второй воевода сторожевого полка под Каширой.
В 1548 году князь Ф. С. Мезецкий был направлен «с крещения Христова» третьим воеводой в Смоленск на год.
В 1554 году он был послан третьим воеводой «со збору в Смоленску з боярином и наместником Иваном Ивановичем Хабаровым на годованье».

## Семья
По смерти жены Ирины ( † 06 сентября 1556), постригся в Троице-Сергиевом монастыре с именем Феодосия. Про него записано: "Князь Фёдор Семёнович Мезецкой умный и бодрый воевода, после смерти жены, инок Феодосий, в 1558-1567 соборный старец. Погребён в том же монастыре", с женою. Потомства не оставил. На надгробном камне жены выбита надпись: "Князь Фёдора Семёновича Мезецкого княгиня Ирина представилась 7065 (1556) года сентября в 6 день".